# John Hylan

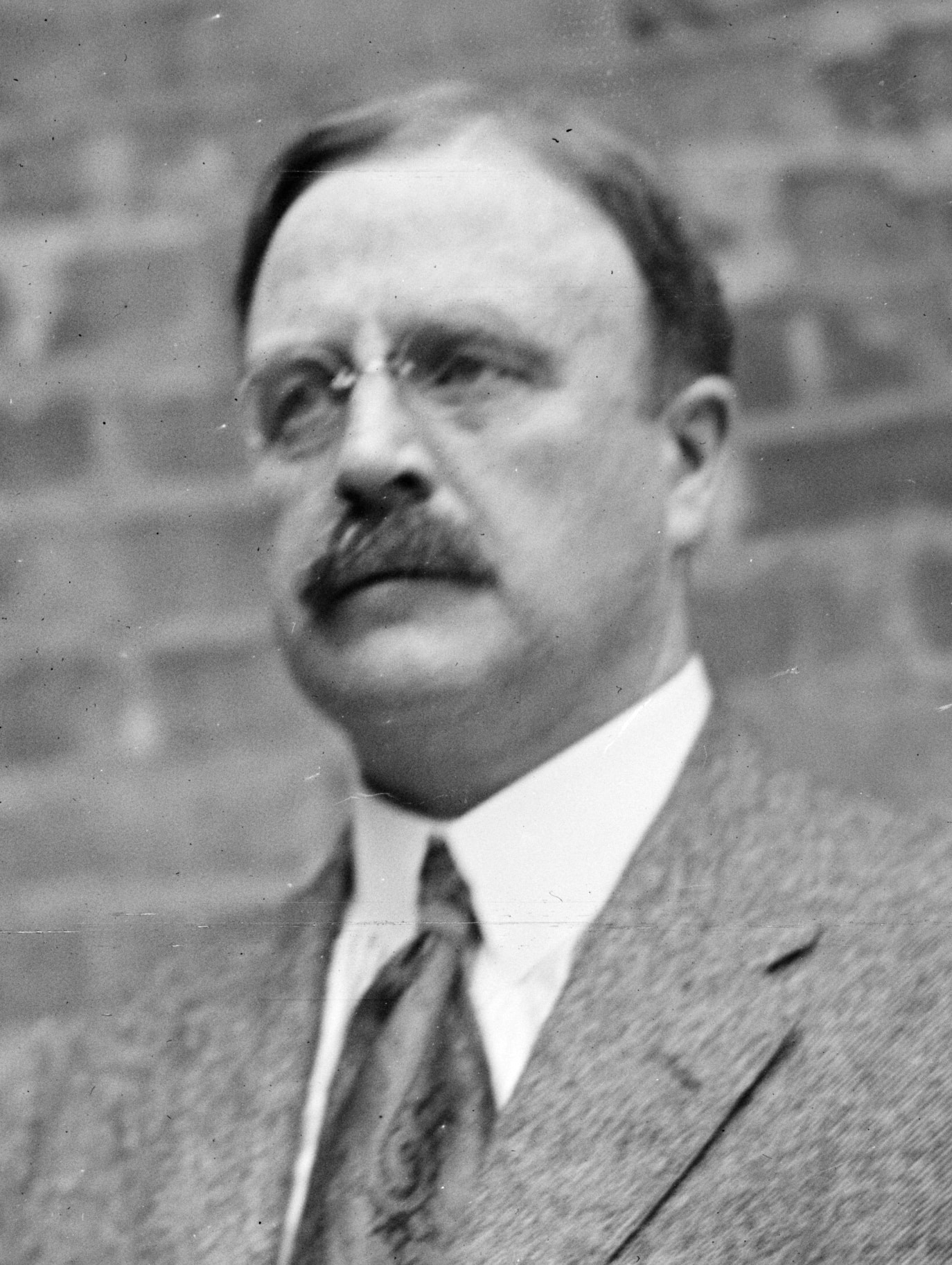
John Francis Hylan in 1917

John Francis Hylan (Hunter, 20 april 1868 – Forest Hills, 12 januari 1936) was een politicus voor de  Democratische Partij en de 96e burgemeester van New York en de zevende sinds de fusie van de vijf boroughs, en dit van 1918 tot 1925.
Hylan was geboren in een landelijke omgeving in het Catskillgebergte en kwam naar New York om er in Brooklyn als arbeider te werken voor de Brooklyn Union Elevated Railroad, een voorloper van de BMT, aan de constructie van de viaducten waarop de verhoogde metrolijnen werden aangelegd. Al werkend als arbeider werkte hij zichzelf op en werd eerst een technisch ingenieur om ten slotte af te studeren in de rechten. Vervolgens was hij negen jaar actief als advocaat en gelijktijdig actief binnen de lokale afdeling van de Democratische Partij waar hij de steun verwierf van Tammany Hall en William Randolph Hearst. Zo kon hij in 1917 als kandidaat in Brooklyn naar voor geschoven worden voor de burgemeestersverkiezingen van 1918, die hij ook won. Hij werd ook met veel steun door het brede publiek, inclusief de Afro-Amerikaanse gemeenschap, herverkozen voor een tweede termijn. Zijn volkse bijnaam was Red Mike, verwijzend naar zijn belangenbehartiging van de gewone man tegen de belangen van het grote kapitaal.
Hij stond niet bekend als een bijzonder erudiet man, en werd verweten zijn populariteit bijna uitsluitend te halen op het hardnekkig verdedigen van de prijs van het metroticket op vijf cent bij verkiezingsmeetings. Hylan bewaakte dat de prijzen van de metro van New York niet een te hoge vlucht namen, onder meer door het opstarten van het Independent Subway System, een stadsbedrijf dat naast de twee private vervoerders lijnen opstartte en uitbaatte, maar werd uiteindelijk bij een audit door de gouverneur van New York Al Smith op de kwaliteit van de administratie van de Subway afgerekend wat afbreuk deed aan zijn populariteit. Bij de volgende verkiezingen werd door Tammany Hall een tegenkandidaat naar voor geschoven, Jimmy Walker, waarvan hij de Democratische voorverkiezing verloor.
Hij vervolgde zijn carrière als kinderrechter voor de rechtbank in Queens, in deze functie aangesteld door zijn opvolger, Jimmy Walker. Toen  journalist Alva Johnston Walker vroeg waarom hij een rivaal die hij niet hoog waardeerde, benoemd had voor een positie als rechter, monkelde Walker, "de kinderen kunnen nu berecht worden door hun gelijke."

## Vernoemingen
- In Staten Island is de 23 km lange belangrijke verbindingsweg, Hylan Boulevard, naar hem genoemd.

- International Standard Name Identifier: 0000 0000 6165 1828
- SNAC: w6bp284p
- Virtual International Authority File: 89142736